# Silvio Baratta (politico)
Silvio Baratta (Perito, 4 gennaio 1887 – 1961) è stato un politico e avvocato italiano.

## Biografia
Nato a Perito nel 1887 da Pietro Baratta e Stefania Gialdini, esercitò la professione di avvocato. Mutilato della grande guerra, si iscrisse al Partito Nazionale Fascista e sostenne l'entrata in guerra dell'Italia.
Nel gennaio 1944 venne nominato commissario prefettizio di Salerno, in sostituzione dell'avvocato Giovanni Cuomo. Il 6 marzo il prefetto Giacinto Volpe lo nominò sindaco di Salerno, circa un mese prima dell'effettivo ripristino della carica a livello nazionale con il decreto legge 4 aprile 1944 n. 111. Nonostante il benestare del comando anglo-americano, la scelta di Baratta come primo sindaco della liberazione fu un atipico fenomeno di continuità con il periodo fascista e ciò venne contestato dal locale Comitato di liberazione nazionale. Alla nomina della giunta si opposero i componenti del PSI, PCI, della Democrazia del Lavoro e del Partito d'Azione, mentre venne sostenuta dalla Democrazia Cristiana e dai liberali. Il mandato terminò nel 1946, in seguito alle prime elezioni democratiche di età repubblicana. Morì nel 1961.